# سلطانة بنت تركي السديري
سلطانة بنت تُركي السديري (ق. 1940 – 30 يوليو 2011م) أميرة سعوديَّة. الزَّوجة الأولى لـ سلمان بن عبد العزيز آل سعود، الذي أصبح فيما بعد ملكًا للمملكة العربية السعودية.

## السيرة الشخصيَّة
كانت سُلطانة بنتَ تُركي السديري الَّذي شغل منصب أمير منطقة عسير منذ أيام المملكة الأولى حتى 8 يونيو 1969م، ثُمَّ تم تعيينُه أميرًا لمنطقة جازان. كان خال الملك سلمان.
والدتها عائشة بنت فراج العسبلي الشهري 
تزوجت من سلمان بن عبد العزيز عام 1954م. أنجبا ستة أبناءٍ: الأمير فهد، والأمير سلطان، والأمير أحمد، والأمير عبد العزيز، والأمير فيصل، والأميرة حصة  عاشت العائلة في قصر قريب من الديوان الملكي.
شاركت في الأنشطة الخيرية من خلال جمعية الأمير فهد بن سلمان الخيرية لرعاية مرضى الكلى وغيرها من المنظمات الخيرية في المملكة العربية السعودية وباكستان. أسَّست مؤسسة الأميرة سُلطانة في مايو 1990م. تأسست مؤسستها التعليمية في عام 2000م، وتأسست كُليَّة الأميرة سُلطانة الجامعية المخصصة للبنات في عام 2001م وهي مؤسسة للتعليم العالي للنساء في إسلام آباد، باكستان.
كانت سُلطانة بِنتَ تركي تُعاني من مرض في الكلى منذ أوائل الثمانينيات وغالبًا ما كانت تُسافر إلى الخارج لتلقي العلاج. أمضت فترات طويلة من الإجازة في قصر كازا رياض الواقع على الميل الذهبي في مربلة بجوار قصر عائلة الملك فهد. خلال إجازتها في مربلة عام 2011م، عولجت في مستشفى خاص هناك، لكنها نُقلت في منتصف يوليو من مطار مالقة إلى الرياض بطائرة إسعاف جوي عندما ساءت حالتها كثيرًا. توفيت عن عمرٍ يُناهز 71 عامًا في الرياض في 30 يوليو 2011م. وأُديت صلاة الجنازة عليها في مسجد الإمام تركي بن عبد الله بالرياض في 2 أغسطس.